# Godfried Dejonckheere
Pour les articles homonymes, voir Dejonckheere.
Godfried Dejonckheere, né à Roulers le 1er juillet 1952, est un athlète belge spécialiste du 20 km marche et du 50 km marche. Il a été 21 fois champion de Belgique : 11 fois sur 20 km et 10 fois sur 50 km. Il détient le record de Belgique du 50 km marche en 3 h 47 min 34 s. 
Il participe à 3 Olympiades.

## Championnat de Belgique
| Discipline   | Résultats | Année                                                            |
| ------------ | --------- | ---------------------------------------------------------------- |
| 20 km marche | 1re       | 1972, 1973, 1974, 1975, 1976, 1977, 1978, 1988, 1989, 1990, 1992 |
| 50 km marche | 1re       | 1973, 1975, 1976, 1985, 1987, 1988, 1989, 1990, 1991, 1992       |

## Récompense
Il remporte le Spike d'Or en 1989 et en 1991.